# Wygnanów (Stręgoborzyce)
Wygnanów – przysiółek wsi Stręgoborzyce w Polsce, położony w województwie małopolskim, w powiecie krakowskim, w gminie Igołomia-Wawrzeńczyce.
W latach 1975–1998 przysiółek należał administracyjnie do województwa krakowskiego.